# コロニア (ヤップ州)

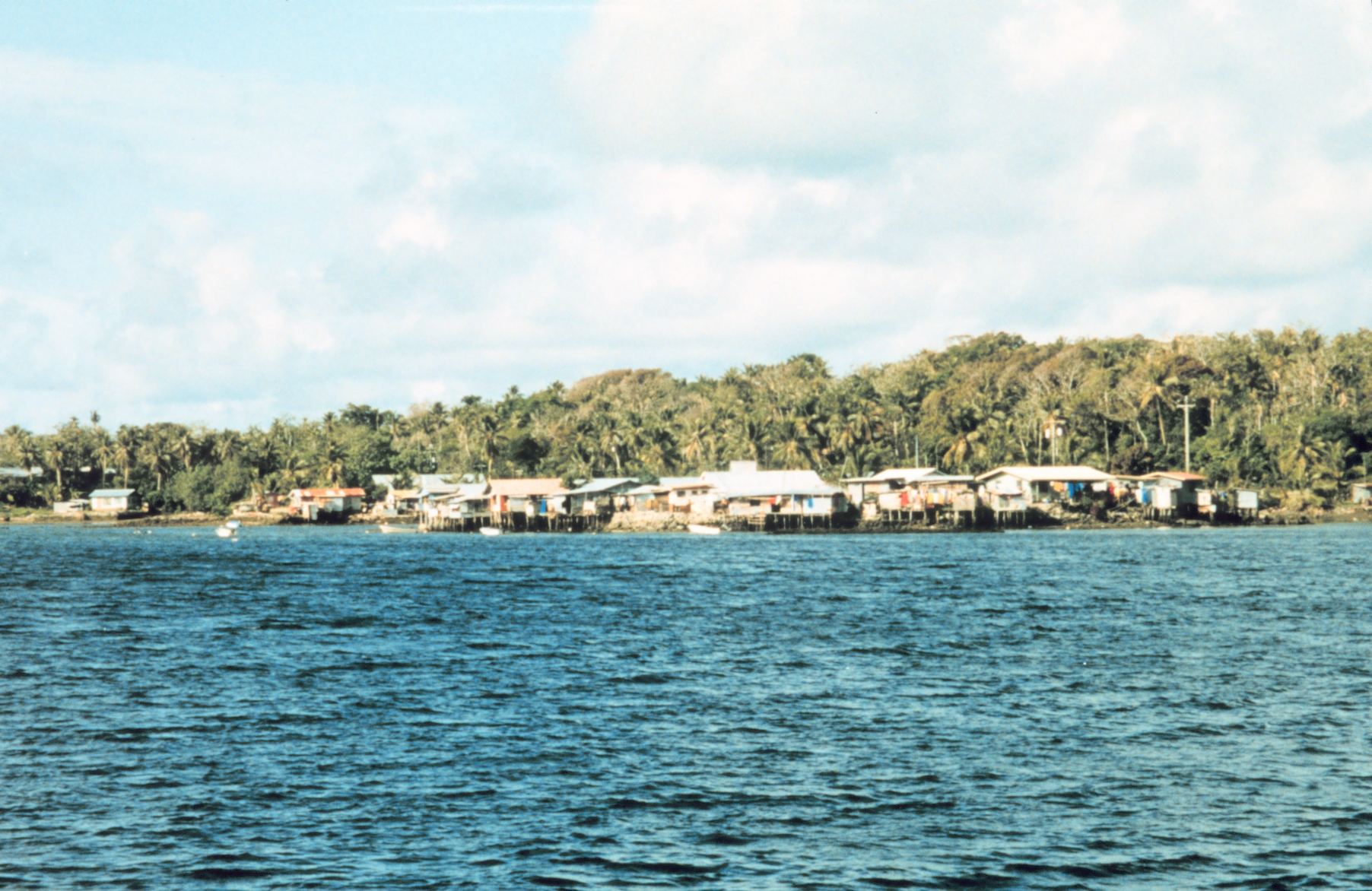
コロニア

コロニア（英: Colonia）は、ミクロネシア連邦のヤップ州の州都。ヤップ本島と州内の130ほどの環礁を束ねる。周辺10か村をあわせた人口は9054人（2010年）。数軒のホテルと港がある。
なお、ポンペイ州のコロニアとは無関係。
スペイン統治時代、スペインのカトリック系伝道団によって建設された。